# طرح موآره

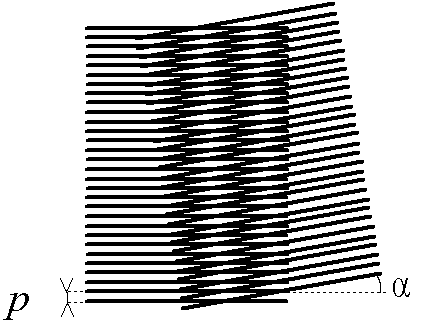
ایجاد طرح موآره

طرح موج‌دار (به فرانسوی: moiré) با تلفظ موآره، ناشی از تلاقی دو طرح راه‌راه یا دو توری با طرح‌های ریز می‌باشد.

اگر روی ورقه شفافی چون طلق، تعداد زیادی نوارهای خطی کدر هم پهنا به موازات یکدیگر و به فاصله‌های مساوی از هم رسم کنیم یک توری خطی جذبی به وجود می‌آید. در چنین شبکه ای ضریب عبور بین یک و صفر است. ضریب عبور صفر به معنای کاملاً کدر و ضریب عبور یک یعنی کاملاً شفاف است.
از موارد ایجاد این طرح زمانی است که گویندهٔ اخبار کراواتی می‌پوشد که همپوشانی آن با طرح ریز توری ی پیکسل‌های روی تلویزیون به ایجاد اشکال و رنگ‌های جدید منجر می‌گردد. بر اساس همین پدیده تکنیکی به نام تکنیک موآره ابداع شده‌است که کاربردهای گوناگونی نظیر طیف‌سنجی، تداخل سنجی و توپوگرافی دارد.
به‌طور کلی موآره یک شکل ترکیبی از خطوط سایه، روشن است که در نتیجه برهم‌نهی دو توری (توری:مجموعه‌ای از خطوط عموماً موازی) تشکیل شده‌است. در واقع این یک پدیده تداخل فضایی بین دو توری است. از این پدیده می‌توان برای تحلیل تغییر شکل یک جسم استفاده کرد. همچنین به ما اجازه می‌دهد، پدیده‌هایی چون تبدیل تصاویر به حالت دیجیتال (منظور تصاویری که تعداد زیادی نقطه دارد)، یا جلوه عجیبی که یک پیراهن راه‌راه در تلویزیون ایجاد می‌کند را توصیف کنیم.

## رویکرد هندسی

طرح‌ها دقیقاً در وسط شکل منطبق شده‌اند.

طرح‌ها شامل دو توری با خط‌های موازی و با فاصله یکسان هشتند که به‌طور مثال توری اول دارای گام p و در توری دوم شاهد گام p + δp برای هر δp> 0 هستیم. اگر از سمت چپ دو توری را منطبق کنیم، فاصله بین خطوط دو توری هنگامی که به سمت راست برویم برجسته می‌شود. بعد از تعداد مشخصی خط، این دو توری در تقابل خواهند بود و خط‌های توری دوم بین خط‌های توری اول خواهند بود؛ بنابراین از دور احساس می‌شود که خطوط تیره و روشن داریم.
اولین خط تیره زمانی ایجاد می‌شود که تغییر مکانی برابر با p/2 داشته باشیم. n مین خط توری دوم به اندازه n. δp در مقایسه با n مین خط توری اول جابه‌جا شده‌است. در نتیجه وسط منطقه سیاه اول با توجه به رابطه زیر محاسبه می‌شود.
n. δp=p/2
d فاصله بین مرکز قسمت روشن و تیره با توجه به رابطه زیر تعیین می‌شود.
{\displaystyle d=n*(p+\delta p)}
در نتیجه فاصله بین دو خط تیره مساوی با دو برابر فاصله یک خط تیره و روشن خواهد بود.
{\displaystyle 2d=(p^{2}/\delta p)+p}
از این روابط در می‌یابیم که:
- هر چه بین فاصله گام‌ها بیش تر باشد بنابراین فاصله بین خطوط تیره و روشن بیشتر خواهد بود. کاربرد طرح موآره در اندازه‌گیری کرنش: تصویر بالا، کشش تک محوری و در تصویر پایین تنش برشی را مشاهده می‌کنید. خطوط طرح‌ها در هر دو مورد به صورت افقی است.

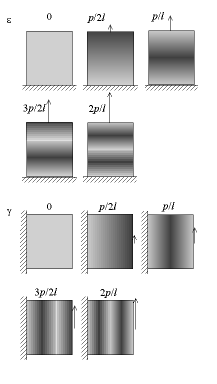
کاربرد طرح موآره در اندازه‌گیری کرنش: تصویر بالا، کشش تک محوری و در تصویر پایین تنش برشی را مشاهده می‌کنید. خطوط طرح‌ها در هر دو مورد به صورت افقی است.

- هر چه اختلاف δp بیشتر باشد، فاصله بین خطوط تیره و روشن کمتر خواهد بود. هنگامی که δp به سمت صفر میل کند فاصله بین خطوط تیره و روشن به سمت بینهایت میل می‌کند و یک شکل یک دست و بدون هیچ اختلاف وضوح بدست می‌آید
- اصول عملکرد طرح موآره دقیقاً مشابه با عملکرد ورنیه است.

### کاربرد ریاضی
ما اکنون برهم نهی «چاپ» دو الگوی تقریباً مشابه، متغیر سینوسی، در مقیاس تیره را در نظر گرفته می‌شود تا نشان دهد آنها چگونه اثر موآره را ایجاد می‌کنند. در ابتدا یک الگو را روی کاغذ چاپ کرده، و سپس، با حفظ مختصات محورهای ثبت شده آنها الگوی دیگر بر روی الگوی اول چاپ می‌شود. شدت ناحیه تیره در هر الگو با تابع تیرگی مثبت فاصله در امتداد یک جهت ثابت (مثلاً مختصات x) در صفحه کاغذ، به شکل زیر در نظر گرفته می‌شود:
{\displaystyle f=(1+sin(kx))/2}
در جایی که ۱ تابع را مثبت و عمل تقسیم آن را همیشه بزرگتر از یک نگه می‌دارد. k تناوب دوره ای است. از آنجا که تابع سینوسی چرخه ای بر تغییر ۲π است، افزایش فاصله Δx در هر چرخه شدت (طول موج) با استفاده از k Δx = ۲π بدست می‌آید، یا
{\displaystyle \Delta x=(2\pi )/k}
اکنون دو الگوی از این دست را در نظر بگیرید که در آنها تناوب یا تغییرات دوره ای کمی متفاوت با دیگری باشد:
{\displaystyle f_{1}=(1+sin(k_{1}x))/2}
{\displaystyle f_{2}=(1+sin(k_{2}x))/2}
به صورتی که {\displaystyle k_{1}\thickapprox k_{2}}.
میانگین این دو تابع نمایانگر انطباق دقیق دو طرح توری بر روی یکدیگر است و به صورت زیر است.
{\displaystyle {\begin{aligned}f_{3}&={\frac {f_{1}+f_{2}}{2}}\\[5pt]&={\frac {1}{2}}+{\frac {\sin(k_{1}x)+\sin(k_{2}x)}{4}}\\[5pt]&={\frac {1+\sin(Ax)\cos(Bx)}{2}}\end{aligned}}}
که ضرایب A , B به صورت زیر هستند:
{\displaystyle A={\frac {k_{1}+k_{2}}{2}}}
و
{\displaystyle B={\frac {k_{1}-k_{2}}{2}}}
این میانگین عملکرد، f3، به وضوح در محدوده [۰٬۱] قرار دارد. از آنجا که تغییر دوره ای A مقدار میانگین است و در نتیجه نزدیک به k1 و k2 است، اثر موآره به‌طور متمایزی توسط تابع «ضرب» پاکت سینوسی cos (Bx) نشان داده می‌شود، که تغییر دوره ای آن نیمی از اختلاف تناوبی k1 و k2 است (و واضح است که فرکانس آن بسیار کمتر است).

## کاربردها

### اندازه‌گیری کرنش
طرح موآره می‌تواند در کشش سنجی (کشش سنج یا اکسنسومتر دستگاهی است که برای اندازه‌گیری تغییرات طول یک شی استفاده می‌شود. این دستگاه برای اندازه‌گیری تنش_کرنش و تست‌های کشش مفید است) استفاده شود. برای این کار کافی است یک توری را روی قطعه مورد مطالعه قرار دهیم و توری مرجع و توری تغییر شکل یافته با توجه به تغییر شکل قطعه را منطبق کنیم. با استفاده از آن سطوح تنش می‌تواند بدست آید. این تکنیک بسیاری کاربردی است زیرا مقیاس طرح موآره بسیار بزرگ‌تر از انحرافی است که باعث ایجاد آن می‌شود و اندازه‌گیری را آسان‌تر می‌کند.